# 明石勤
明石 勤（あかし つとむ、1943年10月7日 - ）は、日本の俳優。本名同じ。
秋田県出身。秋田県立大館鳳鳴高等学校卒業。田中プロモーションに所属していた。

## 来歴
高校卒業後に俳優を目指して上京。1965年、劇団世代に入団。
1969年、新藤兼人監督による松竹映画『かげろう』に出演。
1970年に同じく新藤によるテレビ映画『愛妻物語』（東京12チャンネル）の主役に抜擢されたことがきっかけで注目され、同年の花王 愛の劇場『波の塔』（TBS）で、桜町弘子演じるヒロインの相手役で出演。当時の紹介記事では「ごまかしの利かない性格なので、ドラマの中で愛の告白をするのは気が重いです」と述べている。
以後、1974年の昼ドラ『君待てども』（東海テレビ）で、三浦真弓演じるヒロインの従兄弟である伊吹武夫役でレギュラー出演するなど、テレビドラマを中心に活動した。

## 出演作品

### テレビドラマ
- 大河ドラマ（NHK）
  - 太閤記（1965年）
  - 勝海舟（1974年） - 井上聞多
    - 第37話「こぼれ花」
    - 第40話「特使」
- ナショナルゴールデン劇場 / レモンの涙（1968年、NET）
- 新藤兼人劇場 / 愛妻物語（1970年、12ch）
- 花王 愛の劇場 / 波の塔（1970年、TBS） - 小野木喬夫
- 銀河ドラマ（NHK）
  - どじょうの唄（1971年）
  - 霧の旗（1972年） - 柳田正夫
- 天下御免（1971年 - 1972年、NHK）
- ポーラテレビ小説 / お登勢（1971年、TBS） - 睦太郎
- 木枯し紋次郎 第1部 第16話「月夜に吼えた遠州路」 （1972年、CX） - 利助 / 源八
- 太陽にほえろ!（NTV）
  - 第44話「闇に向って撃て」（1973年） - 久保清
  - 第67話「オリの中の刑事」（1973年） - 藤沢修
  - 第283話「激突」（1977年） - 高田博
  - 第377話「秋深く」（1979年） - 志垣博
  - 第379話「旅の夢」（1979年） - 岩田公三※ノンクレジット
  - 第509話「列車の中の女」（1982年） - 寺内謙二
- 島（1973年、CX）
- 荒野の用心棒（1973年、NET）
  - 第6話「鮮血は魔の谷を染めて…」 - 米蔵
  - 第19話「女囚は残酷の沼に沈んで…」 - 横田棋三郎
  - 第39話「荒野の果てに陽はまた昇り…」 - 尾形勘助
- ポーラ名作劇場→月曜劇場（NET→ANB）
  - 竜馬が愛した女（1974年）
  - 松本清張の黒革の手帖 第1話「女子銀行員横領」（1982年）
- 新十郎捕物帖・快刀乱麻 第16話「地獄の儀式に血獄を見た」（1974年、TBS）
- 君待てども（1974年、THK） - 伊吹武夫
- ライオン奥様劇場 / 義姉弟（1975年、CX)
- 愛のゆくえ（1976年、CBC）
- 渚より愛をこめて（1976年、THK）
- 特別機動捜査隊 第791話「女を泣かすな」（1977年、NET） - 星川洋太郎
- 同心部屋御用帳 江戸の旋風III 第19話「誇り高き泥棒」（1977年、CX）
- 華麗なる刑事 第20話「黒衣の女」（1977年、CX）
- Gメン'75（TBS）
  - 第121話「パトロール警官と女性連続殺人の謎」（1977年） - 江間周一郎
  - 第165話「ジープに乗った悪魔」（1978年） - 大東火薬工場警備員
- 新幹線公安官 第1シリーズ（1977年、ANB）
- ブラザー劇場 / 刑事犬カール（1977年、TBS）
- 大追跡 第4話「首領を撃て」（1978年、NTV）
- 土曜ワイド劇場（ANB）
  - 怪奇! 巨大蜘蛛の館（1978年）
  - 0計画を阻止せよ（1979年）
  - 運命の旅路 謎の特急出雲1号（1980年）
  - 松本清張の小さな旅館（1981年）
  - 超高層ホテル殺人事件（1982年）
- 横溝正史シリーズII / 迷路荘の惨劇（1978年、MBS） - 小山
- 人はそれをスキャンダルという 第2話（1978年、TBS）
- 熱い嵐（1979年、TBS） - 青年将校
- 西部警察シリーズ（ANB）
  - 西部警察
    - 第9話「ヤクザ志願」（1979年） - 宮本（針尾組の殺し屋）
    - 第27話「傷だらけの白衣」（1980年） - 堂島三郎（東信興業）
    - 第34話「長野行特急列車」（1980年） - 沢村刑事（東部署）
    - 第49話「俺だけの天使」（1980年） - 柴田専務（各務プロ）
    - 第60話「男の子守唄」（1980年） - 今井明（宝石強盗犯）
    - 第73話「連続射殺魔」（1981年） - 田代光雄（山王商事課長）
    - 第92話「幻の警視総監賞」（1981年） - 矢野
    - 第111話「出動命令・特車"サファリ"」（1982年） - 大塚（サファリ開発者）

  - 西部警察 PART-II 第5話「消えた身代金」（1982年） - 手塚安夫
- 西遊記 パート2 第13話「人食い妖怪・若返りの泉」（1980年、NTV） - 励起
- 土曜ドラマ / 松本清張シリーズ・天才画の女（1980年、NHK） - 記者
- スカイライダー 第34話「危うしスカイライダー! やって来たぞ風見志郎!!」、第35話「風見先輩! タコギャングはオレがやる!!」（1980年、TBS） - 南博士
- 木曜ゴールデンドラマ / 霧降山荘殺人事件（1980年、YTV） - 細川
- 猿飛佐助 第6話「巨大軍船の恐怖」（1980年、NTV）
- 服部半蔵 影の軍団 第17話「生きていた闇将軍」（1980年、KTV）- 三郎
- サンキュー先生（1980年 - 1981年、ANB）
- ウルトラマン80（1980年、TBS）
  - 第24話「裏切ったアンドロイドの星」 - 友好宇宙人ファンタス星人・司令官
  - 第37話「怖れていたバルタン星人の動物園作戦」 - 森田信次
- 非情のライセンス 第3シリーズ 第16話「兇悪の砂・事故死を運ぶ女」（1980年、ANB）
- ザ・ハングマン 第20話「恐怖の水中逆さ吊り」（1981年、ABC） - 被害者の夫
- 特捜最前線 第225話「チワワを連れた犯罪者!」（1981年、ANB）
- 火曜サスペンス劇場 / 消えたタンカー（1981年、NTV）
- 幻之介世直し帖 第22話「冬の花火が取り持つ母子」（1982年、NTV）
- 新五捕物帳 第178話「夫婦ざんげ」（1982年、NTV）
- ザ・サスペンス / 第12話「シンデレラの葬送」（1982年、TBS）
- 木曜スペシャル / さらば海底空母イ401（1983年、NTV）

### 映画
- かげろう（1969年、松竹）
- 海兵四号生徒（1971年、大映） - 早浦敏彦
- 座頭市御用旅（1972年、東宝） - 佐太郎
- わが道（1974年、東宝） - 原告弁護士
- 団鬼六 縄炎夫人（1980年、にっかつ） - 西川耕二
- 団鬼六 女秘書縄調教（1981年、にっかつ） - 能勢部長
- 駅 STATION（1981年、東宝）
- 愛欲生活 夜よ、濡らして（1981年、にっかつ） - 青野二郎
- 東京カリギュラ夫人（1981年、にっかつ） - 南条文彦
- 肉体保険 ベッドでサイン（1981年、にっかつ） - 森田茂樹
- 日本フィルハーモニー物語 炎の第五楽章（1981年、にっかつ） - 堀
- 白薔薇学園 そして全員犯された（1982年、にっかつ） - 竹田
- 生録 盗聴ビデオ（1982年、にっかつ） - 芹沢修一郎
- ひめゆりの塔（1982年、東宝） - 山根軍医